# Мануель Ґондра
Мануель Ґондра (ісп. Manuel Gondra Pereira 1 січня 1871, Віллета, Парагвай — 8 березня 1927, Асунсьйон, Парагвай) — парагвайський політик, двічі президент Парагваю.
Філолог, лінгвіст, історик та есеїст, Ґондра був фігурою великого політичного значення в історії Парагваю.

## Ранні роки
Ґондра народився 1 січня 1871, за одними даними, в Буенос-Айресі, звідки він немовлям був перевезений в рідне село його матері, Іпане, за іншими — навіть безпосередньо в човні на шляху з Аргентини в Парагвай. Однак більшість авторів впевнені, що Мануель Ґондра народився в парагвайській Віллеті, в родині аргентинця Мануеля Ґондра Алькорта і парагвайки Хосефи Натівідад Перейра. У Віллеті Ґондра почав навчання, а потім переїхав до Асунсьйона, де завершив свою середню освіту в Національному коледжі в 1900. З юних років захоплювався граматикою, літературою і географією та відрізнявся феноменальною пам'яттю.
Ґондра вступив на факультет права і соціальних наук університету Асунсьйона, але кинув навчання, зайнявшись викладанням, політикою і журналістикою. Він був одним із засновників газети El Tiempo, співпрацював з газетами The Independent, La Prensa, El Diario і був найяскравішим і найавторитетнішим журналістом Парагваю свого часу.

## Політична кар'єра
З серпня 1905 по липень 1908 служив надзвичайним і повноважним послом в Бразилії. У липні 1908, після повернення з Ріо-де-Жанейро, вступив до Ліги молоді в складі Ліберальної партії Парагваю, а в жовтні 1908 був призначений міністром закордонних справ.
14 травня 1910 Ґондра був проголошений кандидатом в президенти.
25 листопада 1910 виграв вибори і став Президентом Парагваю. Однак, попри зусилля Ґондри, його опоненти спробували позбавити його влади.
17 січня 1911 (через місяць після інавгурації) Ґондра був відправлений у відставку Конгресом. Після цього був направлений повноважним послом до Вашингтона.
15 серпня 1920 Ґондра посів пост Президента вдруге, але знову був змушений покинути його достроково 29 жовтня 1921. Ґондра був одним з головних прихильників різноманітності і рівності, прав людини і ліквідації дискримінації інших національностей. Він представляв Парагвай на V Панамериканській конференції, що відбулася в Сантьяго в 1924, де домігся приголомшливого успіху: його Конвенція про обов'язковість арбітражу між латиноамериканськими країнами як спосіб недопущення воєн на континенті, була прийнята одноголосно без єдиної поправки.
Мануель Ґондра жив скромно і помер в бідності. Відомо, що бувши Президентом, він ходив на роботу пішки, не любив політику і не прагнув до влади. Всякий раз, коли видавалася вільна хвилина, Ґондра вирушав до бібліотеки, щоб читати і роздумувати. Його особиста бібліотека була однією з найцінніших в Парагваї і після його смерті була придбана університетом Остіна в Техасі.
Оточений повагою своїх співгромадян, Ґондра помер в Асунсьйоні 8 березня 1927. Відповідно до його останньої волі, його останки були поховані в селі Іпане, в його родовому маєтку.